# Elasmomyces
Elasmomyces är ett släkte av svampar. Elasmomyces ingår i familjen kremlor och riskor, ordningen Russulales, klassen Agaricomycetes, divisionen basidiesvampar och riket svampar.
Släktet innehåller bara arten Elasmomyces krjukowensis.